# 电广传媒
湖南电广传媒股份有限公司（深交所：000917），简称电广传媒，曾用简称“电广实业”，是中华人民共和国湖南省省级传媒公司。
电广传媒成立于1998年，下属有全资湖南省级7大电视台，主要经营电视产业和有线电视网络信息传输服务，是一家以电视和信息产业为主的上市公司，是“中国传媒第一股”；自2000年“第十八届中国金鹰电视奖”开始，电广传媒买断中国电视金鹰奖承办权。电广传媒是中国大陆传媒业率先进入资本市场的运营商，到2003年12月31日，其总资产为49.84亿元人民币，净资产为23.86亿元人民币，控股、合资的子公司达到40多家；现任党委书记兼董事长王艳忠、总经理付维刚。

## 历史
1994年3月，湖南省广播电视厅批准成立“湖南广播电视发展中心”。1998年，湖南广播电视发展中心作为主发起人，联合湖南星光实业发展公司、湖南省金帆经济发展公司、湖南省金环进出口总公司、湖南金海林建设装饰有限公司共同发起，通过募集方式设立“湖南电广实业股份有限公司”，到2004年6月30日公司控股50.3%（国有法人股）；公司1999年发行股票募集资金并于3月25日在深圳股票交易所挂牌上市，简称“电广实业”。1999年11月，电广实业更名为现名，主要控股单位为“湖南广播电视发展中心”即“湖南广播电视产业中心”（湖南广电集团）。2009年2月11日，由湖南出版投资控股集团控股的中南出版传媒集团经营管理湖南广电集团所有业务，湖南电视台和湖南经济电视台合并为湖南电视中心。
2015年1月28日，湖南電廣傳媒公告稱，擬與美國獅門影業進行影視合作，在3年內共同投資15億美元（約93.6億元人民幣）作影片製作、發行及電影衍生產品的開發營運，成為中國內地電影史上最大的海外內容合作項目；投資的電影項目，獅門影業與電廣傳媒將按照75%、25%的比例投資。

## 控股公司
- 长沙世界之窗
- 湖南国际影视汇展中心
- 北京远景东方影视传播有限公司
- 上海锡泉实业有限公司
- 北京韵洪广告有限公司
- 母语杂志社
- 标准市场研究（深圳）有限公司
- 湖南有线电视网络公司